# Mount Frankland Nemzeti Park
A Mount Frankland Nemzeti Park Nyugat-Ausztráliában található, Perthtől 327 kilométernyire délre helyezkedik el. 1988-ban nyilvánították nemzeti parkká.

## Földrajza
A park északi részét, Walpole irányában alacsony gránitból álló hegyek borítják és növényzetét elsősorban tarkalevelű eukaliptuszerdők, illetve a helyi nevén red tingle elnevezésű, Eucalyptus jacksonii állományai alkotják. E két fafaj a világ legmagasabbra növő fái közé tartozik. A három "tingle" faj egyedinek számít a partvidéken, mivel csak ezek olyannyira alátámasztott szerkezetűek, amelyek képesek elviselni a parkon belül uralkodó nedves levegő hatásait hosszabb távon. Azokon a területeken, ahonnan a heves esőzések lemosták a termőtalaj jelentős részét, ott főleg alacsony növésű fenyérekkel lehet találkozni.
Walpole környékén az átlagos éves csapadékmennyiség 1200 mm körül alakul. A 422 méter magas Mount Frankland területén van olyan hely, ahová még nem telepítettek csapadékmérőállomást, ugyanakkor vélhetően az éves csapadékösszeg itt még az 1500 mm-t is meghaladja. A legcsapadékosabb időjárás május és augusztus közt van, ám, akárcsak Délnyugat-Ausztrália többi részéhez hasonlóan, itt sem ritka jelenség, hogy a szárazabb időszakokban is előfordulnak záporesők.

## Fordítás
Ez a szócikk részben vagy egészben  a   Mount Frankland National Park című angol Wikipédia-szócikk ezen változatának fordításán alapul.  Az eredeti cikk szerkesztőit annak laptörténete sorolja fel. Ez a jelzés csupán a megfogalmazás eredetét és a szerzői jogokat jelzi, nem szolgál a cikkben szereplő információk forrásmegjelöléseként.